# Ján Palárik
Ján Palárik (Raková, 27 aprile 1822 – Majcichov, 7 dicembre 1870) è stato un presbitero e drammaturgo slovacco. Con Ján Chalupka e Jonáš Záborský è considerato uno dei più importanti drammaturghi slovacchi del XIX secolo. Adottò gli pseudonimi di Beskydov, Ján Beskydov, Paliarik Ján.

## Biografia
Nacque in una famiglia originaria di Kysuce dall'insegnante Šimon Palárik e dalla moglie Anna, nata Pastorková. Ricevette dai genitori un'istruzione matematica, umanistica e musicale, giacché il padre era organista. Studiò poi al ginnasio di Žilina e a quello di Kecskemét; studiò quindi teologia a Esztergom, a Presburgo, l'odierna Bratislava, e a Trnava. 
Fu ordinato presbitero a Esztergom il 15 gennaio 1847. Fu cappellano a Starý Tekov, a Štiavnické Bane fra il 1850 e il 1851, a Banská Štiavnica fra il 1851 e il 1862 e quindi alla parrocchia tedesca di Budapest. Il soggiorno nella capitale del Regno d'Ungheria fu in realtà una punizione per la sua «lotta contro la gerarchia ecclesiastica», in quanto aveva espresso alcune opinioni contro il vigente diritto canonico: desiderava che i vescovi potessero essere eletti dal clero, che non fossero nominati solo i nobili magiari e che fosse eretta una provincia ecclesiastica slovacca indipendente, i cui arcivescovi avrebbero dovuto risiedere a Nitra o a Trnava.
Tuttavia il "confino" a Budapest diede al giovane Ján Palárik una maggiore esperienza nelle questioni politiche e culturali, sebbene comportasse la distanza dalla patria, di cui aveva profonda nostalgia. Fece quindi ogni sforzo per poter tornare in patria. La prima occasione era la parrocchia vacante di Komjatice.
Ma ebbe anche una seconda possibilità di tornare in Slovacchia, grazie alla contessa Helena Esterházy, che il 23 novembre 1862 lo presentò come amministratore parrocchiale di Majcichov, vicino a Trnava, dopo sei mesi, il 19 maggio 1863, ne divenne parroco e rimase in questo incarico fino alla morte. Una delle ragioni per cui la contessa, a cui Majcichov apparteneva dal 1817,
 intervenne negli ambienti ecclesiastici, era la grande preparazione intellettuale e linguistica di Palárik, che dominava pienamente il latino, il greco, l'ungherese, il tedesco, il russo, il polacco e il francese.
La parrocchia di Majcichov, oltre ai doveri spirituali, che comprendevano le celebrazioni anche nei villaggi di Abrahám e di Hoste, comportava anche l'impegno nella fattoria parrocchiale, che garantiva il sostentamento del sacerdote. Inoltre iniziò a organizzare la vita sociale e culturale.

## Attività letteraria, pubblicistica e organizzativa
Oltre al sacerdozio gli interessi di Palárik riguardavano l'attività letteraria, pubblicistica, organizzativa ed educativa. Era famoso soprattutto come autore di testi teatrale. Divenne uno dei fondatori della drammaturgia slovacca moderna e un'avanguardia del teatro slovacco.
Dopo le prime composizioni - il pamphlet Ohlas pravdy v záležitosti spisovné reči slovenské ("L'eco della verità nella questione della lingua slovacca letteraria", 1852) e la traduzione dei racconti morali e religiosi del tedesco Christoph von Schmid Spisy pre mládež ("Scritti per la gioventù", 1855 - 1856) - scrisse le sue prime opere nel periodo del soggiorno a Budapest. Fra questi la commedia Inkognito (1858), che era stata scritta l'anno prima con il titolo Slovenský kosec ("Il falciatore slovacco"), ma fu pubblicata poi sull'almanacco Concordia con il titolo definitivo. Ricorse in quest'occasione per la prima volta allo pseudonimo Beskydov, che scelse per omaggiare i monti Beschidi, che sorgono presso Kysuce. Nel maggio del 1859 fu rappresentata per la prima volta a Nemecká Ľupča, oggi Partizánska Ľupča. Nella commedia compaiono numerosi personaggi che imitano le maniere dell'alta società e infarciscono i loro discorsi con espressioni ungheresi, tedesche e francesi. Una vedova, Sokolová, dà prova di buon senso, scartando un pretendente per la figlia Evička, un uomo panslavista, ma rovinato. La preferenza andrà al figlio d'un agiato commerciante, che si presenta a chiedere la mano della figlia travestito da contadino.
Due anni dopo scrisse la commedia  Drotár ("Il padellaio"), rappresentata per la prima volta nella natia Raková l'11 aprile 1860. L'opera intende rappresentare la cooperazione fra cechi, slovacchi e polacchi. Un giovane conte polacco trova impiego come precettore nella famiglia di un ricco industriale slovacco per sfuggire alla giustizia di Cracovia. Dopo molte peripezie, il commissario ceco gli annuncia la grazia, per cui può fare ritorno al suo paese, portando con sé l'allieva slovacca di cui si era innamorato.
L'ultimo suo parto a Budapest fu la commedia Zmierenie alebo Dobrodružstvo pri obžinkoch ("La riconciliazione ovvero l'Avventura per la festa del raccolto", 1862), che ebbe la sua prima rappresentazione nel settembre dello stesso anno a Trnava.

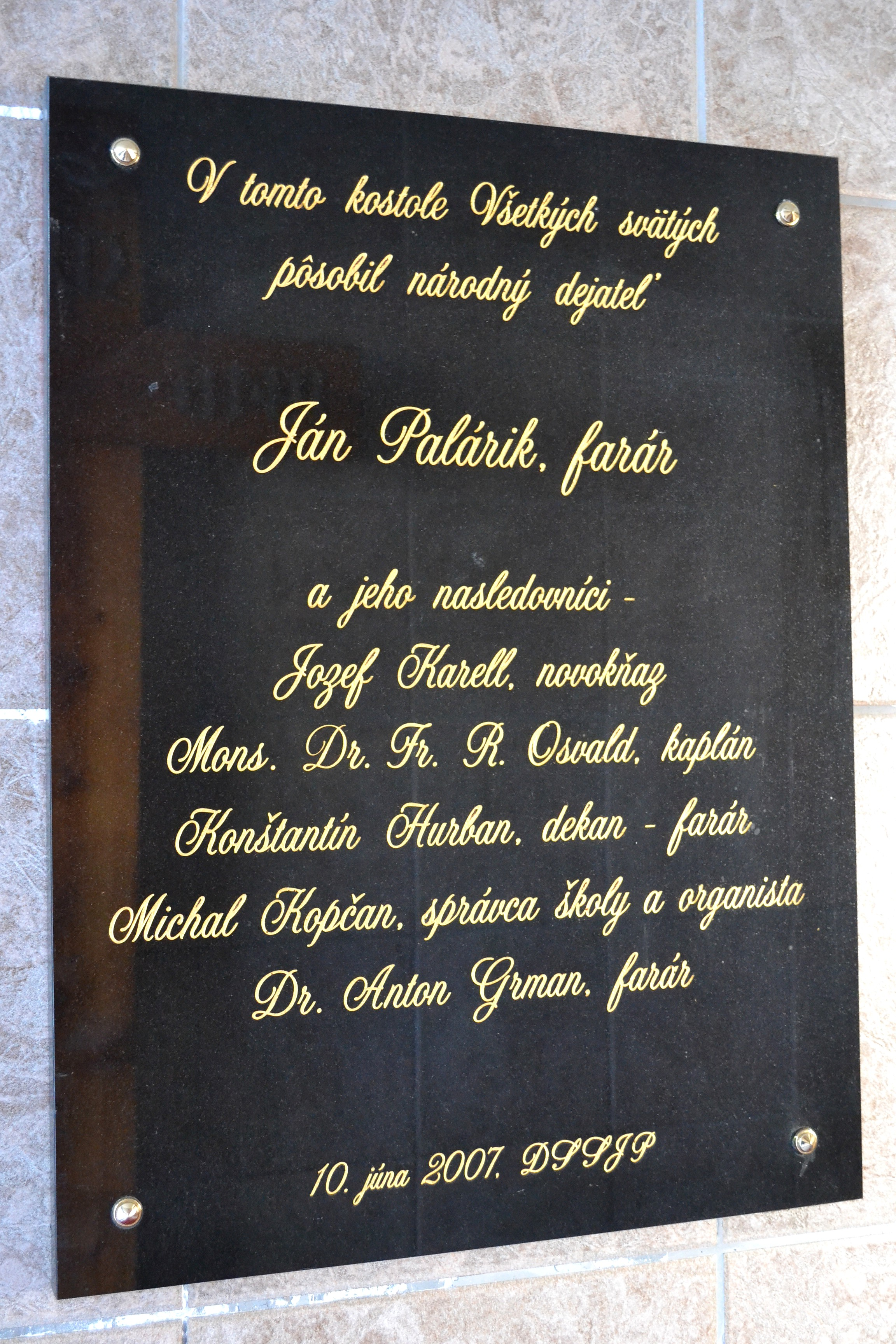
Una lapide sulla chiesa di Tutti i Santi di Majcichov ricorda l'operato di Ján Palárik

Non perse l'interesse nelle lettere nemmeno dopo il suo arrivo a Majcichov. Nel 1864 scrisse il suo ultimo dramma, una tragedia storica in cinque atti ispirata dalla storia russa, Dimitrij Samozvanec ("Demetrio l'usurpatore"). L'estensione del suo dramma più ricco di contenuti non raggiunse però il livello qualitativo della sua precedente produzione. Oggetto del dramma è un panslavismo idealizzato, ambientato dopo la morte di Ivan il Terribile. Fu rappresentato per la prima volta solo nel 1988 al Teatro Nazionale Slovacco di Bratislava.
A fianco delle sue opere principali occorre menzionare le opere minori di argomento religioso o didattico, a cui si dedicò a Majcichov: Katechizmus pre začiatočníkov ("Cateschismo per principianti"), Prvá čítanka a mluvnica ("Primo libro di lettura e abecedario"), Druhá čítanka a mluvnica ("Secondo libro di lettura e abecedario"), Šlabikár slovenský ("Sillabario slovacco"), Tretia mluvnica slovenská ("Terzo abecedario slovacco"), Náuka skladania listov písomností jednacích ("Scienza del comporre lettere"). Con articoli letterari e polemici apparve anche su numerosi giornali e riviste.
Ján Palárik era famoso anche come pubblicista ed editore. Già quand'era cappellano a Štiavnické Bane cominciò a pubblicare il periodico Cyrill a Method ("Cirillo e Metodio"), il primo giornale ecclesiastico per la chiesa e per la scuola.
A Banská Štiavnica, oltre a proseguire la pubblicazione di Cyrill a Method, iniziò pure la pubblicazione della rivista Listy pro výchovu, školu a literatúru ("Foglio per l'istruzione, la scuola e la letteratura").
Un altro periodico fu Katolícke noviny pre dom a cirkev ("Notizie cattoliche per casa e chiesa"), edito a Budapest. Insieme con l'amico sacerdote Jozef Karol Viktorin pubblicò l'almanacco di narrativa Svornosť ("Concordia", 1857), la rivista per la letteratura e l'arte Sokol ("Falco", 1861) e insieme con lui e con altri il famoso giornale Pešťbudínske vedomosti ("Notizie budapestine"). 
Il nome di Palárik si trova spesso nelle iniziative per l'organizzazione della vita religiosa e culturale in Slovacchia. Vi si dedicò già all'epoca della cappellania a Starý Tekov, ove fondò il circolo con il nome significativo di Spolok striezlivosti ("Circolo della sobrietà"), che prendeva le mosse da un precedente e analogo Spolok miernosti čili Braterstvo strízlivosti a protipálenkové ("Circolo della moderazione ovvero Fratellanza della sobrietà e contro i liquori"), fondato nella città natale di Palárik nel 1845 per iniziativa dello stesso Palárik.
Nel 1854 organizzò insieme con altri i festeggiamenti per lo scoprimento di un monumento al poeta Ján Hollý al cimitero di Dobrá Voda.
Ebbe parte importante nei preparativi per la fondazione della Matica slovenská, fu presente alla nascita della Società di Sant'Adalberto e nella prima assemblea generale del 14 settembre 1870 fu eletto nel consiglio della Società come tesoriere) e diede vita al nuovo gruppo politico Nová škola slovenská ("Nuova scuola slovacca", 1868), la cui tendenza era di accettare il Regno d'Ungheria a condizione che rinunciasse alla magiarizzazione e rispettasse i diritti di tutte le nazionalità.
Si impegnò anche nell'organizzazione scuole popolari e dell'istruzione.

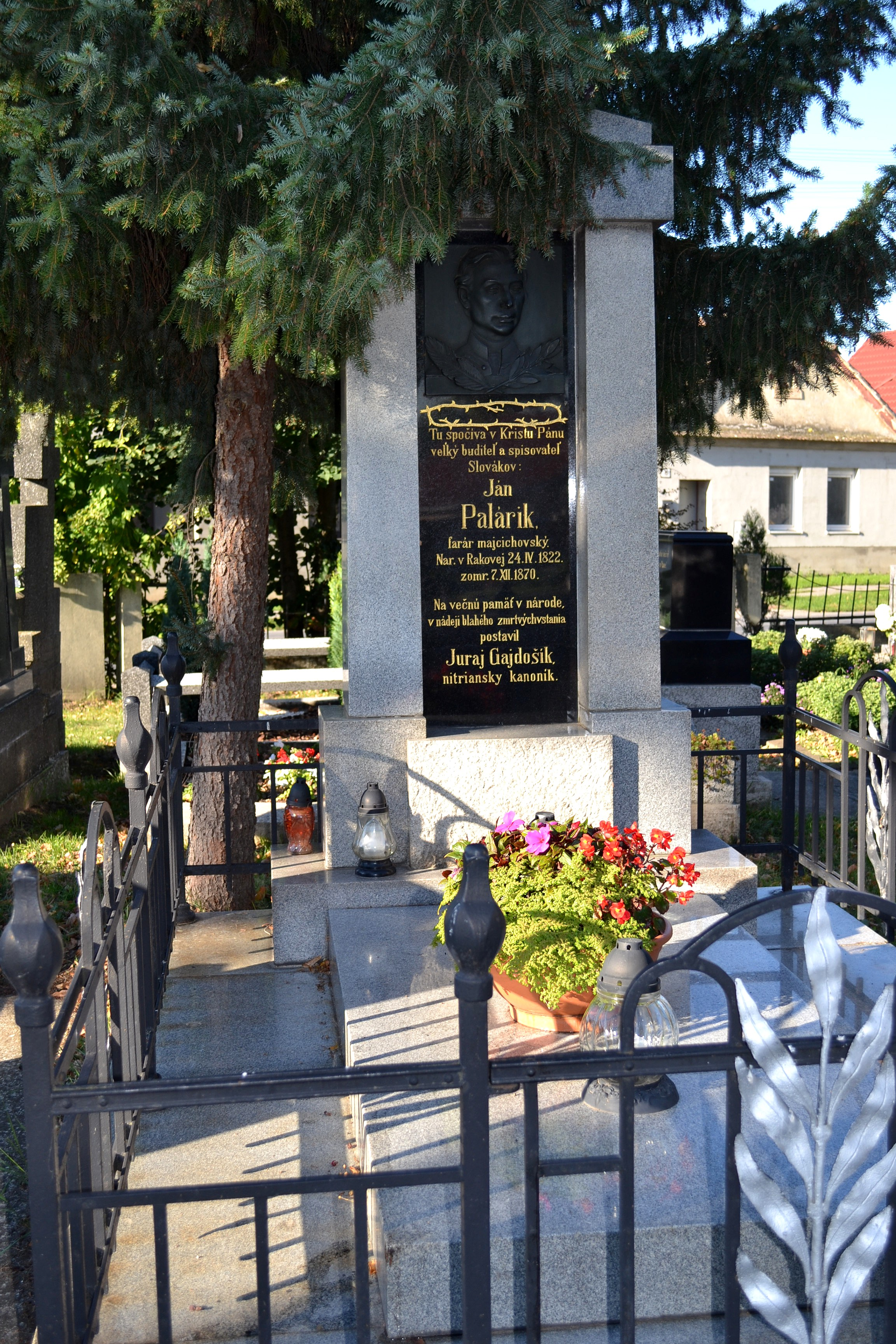
La tomba di Ján Palárik al cimitero di Majcichov

Ján Palárik morì la mattina del 7 dicembre 1870 nella canonica di Majcichov. Con grande pompa i suoi resti furono sepolti nel locale cimitero e la tomba ebbe una semplice croce verde. Oggi riposa in un altro luogo dello stesso cimitero, poiché nel cinquantesimo anniversario della morte fu esumato e collocato in un monumento più degno e il 18 novembre 1928 sopra la tomba fu scoperto un semplice cippo di granito, voluto dal canonico di Nitra Juraj Gajdošík. 
La memoria del grande patriota e del sacerdote amatissimo a Majcichov è testimoniata anche da altri monumenti. Innanzitutto vi è una sala memoriale, inaugurata in occasione del centenario della morte nell'edificio dell'ufficio notarile e dal 2005 ricollocata nella casa della cultura. Nel muro laterale della canonica nel 1993 per iniziativa della Matica slovenská fu collocata una lapide commemorativa della residenza nel villaggio di Ján Palárik. A sinistra del giardino della chiesa sorge da un piedistallo di marmo il busto bronzeo di Ján Palárik, opera di Fraňo Štefunko.
Dal 1968 nella sua città natale di organizza il festival teatrale annuale Palárikova Raková.
A lui nel 1948 è stata dedicata la città di Palárikovo.

## Opere
- 1852 – Ohlas pravdy v záležitosti spisovné reči slovenské ("L'eco della verità nella questione della lingua slovacca letteraria"), pamphlet
- 1855 - 1856 – Spisy pre mládež ("Scritti per la gioventù"), traduzione dal tedesco di Christoph von Schmid
- 1858 – Concordia, almanacco pubblicato in collaborazione con Jozef Karol Viktorin
- 1858 – Inkognito, commedia
- 1860 – Drotár ("Il padellaio"), commedia
- 1860 – Dôležitosť dramatickej národnej literatúry ("Importanza della drammaturgia nazionale"), trattato
- 1862 – Zmierenie alebo Dobrodružstvo pri obžinkoch ("La riconciliazione ovvero l'Avventura per la festa del raccolto"), commedia
- 1862 - O slovanskej vzájomnosti ("La reciprocità slava"), articolo collettivo apparso su Sokol (1862) e sull'almanacco Lipa (1864)
- 1871 – Dimitrij Samozvanec ("Demetrio l'usurpatore"), tragedia (postuma)